# Зверополис 2
«Зверопо́лис 2» (англ. Zootopia 2) — предстоящий американский компьютерно-анимационный комедийно-приключенческий фильм о друзьях-полицейских 2025 года, разрабатываемый студией Walt Disney Animation Studios и являющийся продолжением мультфильма «Зверополис» (2016), и 64-м мультфильмом студии. Фильм был официально анонсирован генеральным директором Disney Бобом Айгером в феврале 2023 года, но дальнейшие подробности производства пока не разглашаются. Премьера мультфильма состоится 26 ноября 2025 года.

## Производство
В период с 2020 по 2022 год из-за эпидемии коронавируса и её влияния на кинопроизводство и кинопрокат, а также по другим причинам Disney не смогла создать анимационный блокбастер привычного для себя масштаба. «Райя и последний дракон» и «Странный мир» не смогли заработать в прокате, а «Энканто», который стал хитом, не смог принести компании нужную сумму прибыли. На этом фоне, а также на фоне успеха других анимационных студий в представлении кассовых хитов, Disney были вынуждены сформулировать план по возвращению своих анимационных студий к прибыльности. В свете этого в разговоре с акционерами Disney в феврале 2023 года генеральный директор компании Боб Айгер объявил, что в ближайшие годы анимационные студии Walt Disney и Pixar сосредоточатся на успешных франшизах, представляющих собой безопасные инвестиции, и объявил о производстве трёх сиквелов из особо прибыльных франшиз: «Холодное сердце 3», «Зверополис 2» от Disney и «История игрушек 5» от Pixar, чьи предшественники заработали более миллиарда долларов каждый и были номинированы или получили «Оскар». В то же время Айгер объявил об увольнении 7000 сотрудников компании.
В августе 2024 года общественности были представлены первые кадры будущего мультфильма. Также были объявлены новые персонажи, среди них — гадюка. Это будет первая рептилия в мире «Зверополиса».
Тизер-постер фильма был представлен 19 мая 2025 года, а тизер-трейлер был выпущен на следующий день, 20 мая. Расширенный трейлер мультфильма вышел 30 июля 2025 года.